# Bougainvillecettia
För andra betydelser, se Bougainville (olika betydelser).
Bougainvillecettia (Horornis haddeni) är en fågel i familjen cettisångare inom ordningen tättingar.

## Utbredning och systematik
Bougainvillecettia beskrevs som ny för vetenskapen så nyligen som 2006. Fågeln förekommer enbart på ön Bougainville i ögruppen Salomonöarna. Den behandlas som monotypisk, det vill säga att den inte delas in i några underarter.

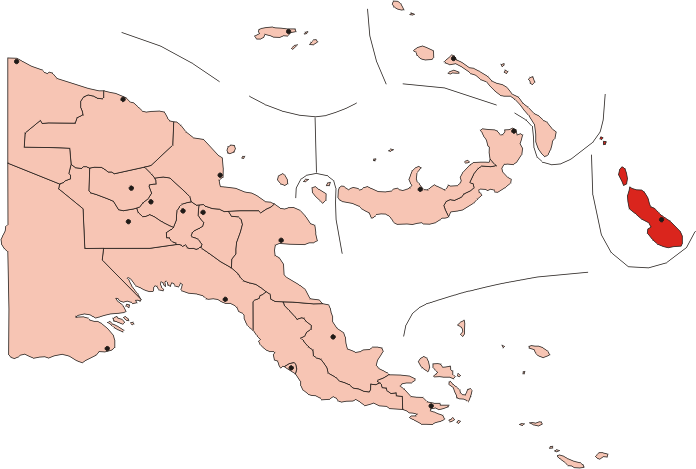
Arten förekommer endast på ön Bougainville, rödmarkerad på kartan.

## Status
IUCN kategoriserar arten som nära hotad.

## Namn
Fågelns vetenskapliga artnamn hedrar nyzeeländske ornitologen och fotografen Don Hadden.